# Mandal-Ovoo
Mandal-Ovoo (mongoliska: Мандал-Овоо Сум, Мандал-Овоо) är ett distrikt i Mongoliet.   Det ligger i provinsen Ömnögobi, i den centrala delen av landet, 400 km sydväst om huvudstaden Ulaanbaatar.